# Pluto (hudební skupina)
Pluto byla česká rocková hudební skupina alternativního směru. Založená byla v roce 1995 Pavlem Fajtem. V jejich repertoáru zhudebnili některé básně Bohuslava Reynka. Na albu Tři zhudebnili také báseň od anglického preromantika Williama Blakea. Skupina koncertovala i v zahraničí. V roce 1998 vystoupila v kanadském Victoriaville a na francouzském festivalu MIMI. V roce 2000 skupina ukončila svou činnost. Bývala zařazena mezi představitele brněnské alternativně rockové scény. Občasným hostem na koncertech a na první desce byla Iva Bittová

## Sestava skupiny
- Pavel Fajt – bicí
- Václav Bartoš – zpěv, steeldrum
- Petr Zavadil – kytara
- Tomáš Fröhlich – basová kytara

## Diskografie
- Pavel Fajt & Pluto (1996)
- Tři (1998)